# まる (映画)
『まる』は、2024年10月18日に公開された日本映画。監督・脚本は荻上直子、主演は『劇場版 金田一少年の事件簿 上海魚人伝説』以来27年ぶりの映画主演となる堂本剛。また、堂本は自身のソロプロジェクト「.ENDRECHERI.」とのダブルネームで初の映画音楽も担当する。
美大出身でありながら現代美術家のアシスタントとして働くことに甘んじていた男が、職を失った後に自宅で見つけた一匹の蟻の動きに合わせるかのように○を描いたことを機に、その日常が「まる」に浸食される姿を描く。
堂本はこれまでにテレビドラマを中心に出演し、近年は音楽活動に重きを置いていたが、監督の荻上と企画・プロデューサーの約2年に及ぶオファーを受けて「自分が必要とされている役なら」との思いから出演に至った。

## 登場人物

### 主要人物
沢田
演 - 堂本剛
人気現代美術家のアシスタント。
横山
演 - 綾野剛
売れない漫画家。沢田が住むアパートの隣人でもある。
矢島
演 - 吉岡里帆
現代美術家のアシスタント。

### 周辺人物
モー
演 - 森崎ウィン
ミャンマー出身のコンビニ店員。
田中
演 - 戸塚純貴
現代美術家の新人アシスタント。沢田の後輩だが、彼に対してふてぶてしい態度を取る。
吉村
演 - おいでやす小田
高校時代に沢田と同級生だった男。
大家さん
演 - 濱田マリ
沢田と横山が暮らすアパートの大家。
先生
演 - 柄本明
謎に包まれた人物。
土屋
演 - 早乙女太一
アートディーラー。
古道具屋
演 - 片桐はいり
古道具屋の店主。
秋元洋治
演 - 吉田鋼太郎
沢田がアシスタントを務める人気現代美術家。
若草萌子
演 - 小林聡美
野心的なギャラリーオーナー。

## スタッフ
- 監督・脚本：荻上直子
- 音楽：.ENDRECHERI. / 堂本剛[4][6]
- 主題歌：堂本剛「街（movie ver.）」[7]
- エグゼクティブプロデューサー：豊島雅郎[6]
- 企画・プロデューサー：山田雅子[6]
- 制作プロデューサー：小池賢太郎、平石明弘[6]
- 撮影：山本英夫[6]
- 照明：小野晃[6]
- 録音：清水雄一郎[6]
- 美術：富田麻友美[6]
- 装飾：羽場しおり[6]
- 編集：普嶋信一[6]
- スタイリスト：伊島れいか[6]
- 衣装：江口久美子[6]
- ヘアメイク：須田理恵[6]
- 記録：天池芳美[6]
- 音響効果：中村佳央[6]
- 助監督：東條政利[6]
- 制作担当：安斎みき子[6]
- 音楽プロデューサー：安井輝、十川ともじ[6]
- 制作プロダクション：アスミック・エース、ジョーカーフィルムズ
- 製作・配給：アスミック・エース[2]